# 寅助火事
寅助火事（とらすけかじ）とは、肥後国人吉藩（現:熊本県人吉市）で起こった大火である。

## 概要
文久2年（1862年）2月7日正午ごろに、鍛冶屋町にある鉄砲鍛冶の恒松寅助の家から出火した火災で、空気の乾燥した時期であったこと、西北から強風が吹いていたことも手伝い、火はたちまちの内に川北からさらに球磨川を越えて人吉城内にまで飛び火、650年以上におよぶ相良氏の人吉治世下において未曾有の大火災となった。
この火災による死者は奇跡的に皆無で、負傷者も3名ほどで済んでいる一方、城内、城下の家屋等に甚大な被害をおよぼし、藩財政、城下の再建、焼失した武器の再編などに影響をもたらした他、慶応元年（1865年）9月25日に発生する丑歳騒動と呼ばれる藩内抗争へ飛び火する切っ掛けともなった。

## 焼失箇所
相良家文書『消失調査書』に記された焼失箇所、および人吉城内で被災を免れた箇所を以下に列記する。

### 城内の焼失箇所
| - 武之進様御住所：1箇所 - 客屋続供長屋：1箇所 - 供長屋続長屋：1箇所 - 手廻長屋：1箇所 - 武術稽古場：1箇所 | - 能舞堂：1箇所 - 役人詰所：6箇所 - 土蔵：7棟 - 厩:2棟 - 納屋：9棟 | - 塩蔵：3棟 - 門：3箇所 - 番所：8箇所 - 砲術稽古場：2棟 - 家中侍屋敷：15軒 | - 家中土蔵：10棟 - 家中長屋：9軒 - 鉄砲稽古場：1箇所 - 鉄砲稽古場詰所：1箇所 - 社：5箇所 | - 寺：2箇所 - 外曲輪：残らず |

### 城外の焼失箇所
| - 高札：1箇所 - 球磨川大橋：35間6合（但し22間残） - 客屋：1箇所 - 二日町具足打立所：3棟 - 新馬場舟場御蔵米：1棟 - 新馬場舟場役人詰所：1箇所 - 本蔵：5棟 - 本蔵番所詰所：1箇所 | - 物産会所:2棟 - 土蔵：4棟 - 学校：1箇所 - 武術稽古場：1箇所 - 武術稽古場詰所：1箇所 - 牢屋：1棟 - 家中侍屋敷：95軒 - 家中侍長屋：20軒 | - 寺：11箇所 - 社：9箇所 - 社家：3軒 - 修験道：3軒 - 堂：15宇 - 家中土蔵：14棟 - 郷侍百姓：86軒 - 納屋：2棟 | - 庄屋許：1箇所 - 米良主膳頭邸宅：1箇所 - 町屋：368軒 - 町屋本棟：2箇所 - 町屋脇本棟：2箇所 - 町屋明屋：21軒 - 町屋小屋：275棟 - 町屋土蔵：73棟 | - 鍛冶屋：14軒 - 火番家：5軒 - 釜屋：2つ - 空家：4つ - 牛：1匹焼死 - 馬：3匹焼死 - 怪我人：ナシ |

### 城内の非焼失箇所
| - 高御城御太鼓番所 - 御次間 - 中ノ御門 - 御米蔵 | - 御小納蔵 - 御膳 - 御金蔵 - 西洋流大砲入蔵 | - 漆蔵 - 代物蔵 - 大手櫓 - 水手御門 | - 堀合御門 - 谷口舟場所 |

## 復興における借金
この被害における復興の為に、那須四方介と菊池七郎左衛門が営中普請奉行に任命される。また、大火の原因の一つである小板葺きの屋根は、城内の新築家屋から分限に応じて瓦葺きに変更、城外もそれに準ずるようにとの達しが藩主・相良頼基より出された。
また、この大火により、復興の資金として一万五千両の借金が必要となった。その為、隣接する熊本藩細川家に対して勘定奉行である犬童権左衛門が使者となり、同年10月に藩主の細川韶邦へ申し入れたが、細川家では相州警備、武器整備等に経費が掛かり、手を尽くしたが都合悪しとして断られている。
借財が捗々しくないことから、江戸に出府途上にあった家老の渋谷三郎左衛門が、大坂の近江屋半右衛門に対し一万両の借金を申し入れたところ、これを承諾された。
残る五千両を都合する為、犬童権左衛門は渋谷練助を伴い、薩摩藩島津家へと出向き重役の小松清廉・桂久武と面談、その即断により残る五千両の借財が叶った。その後、薩摩藩への返済の米輸送の為に元治元年（1864年）1月から大畑 - 吉田間に新道が作られ、この道を「薩摩街道」と呼ぶようになった（現在は殆ど使用されず）。またこれ以後、人吉藩と薩摩藩の関係は親密となり、島津家を通じて琉球大平布10匹、畳表100枚の見舞い（池田家からも見舞い）があり、さらに島津家から大工、左官、木挽き、瓦屋、桶屋などが多数派遣され、復興支援が手伝われた。

## 被災後
火元者となった恒松寅助へは、通常の厳罰とは違い寛大な処置が取られ、失火料を課されたのみで済んでいる。一説に、寅助は失火後に薩摩国へと逃れたが、当人が鉄砲鍛冶ということもあり、幕末の動乱の最中である為に寛大な処置がなされ、帰藩が許されたと『人吉市史』は記述している。
この大火に際して藩主の相良頼基は、参勤延期願を江戸幕府へ届け出て受理されている。
また、焼失した武器の再整備に伴い、藩士の意見の相違から藩内抗争が発生することとなる（詳しくは丑歳騒動を参照のこと）。